# Бетесда (станция метро)
Бетесда (англ. Bethesda) — подземная станция Вашингтонгского метро на Красной линии. Станция представлена одной островной платформой. С точки зрения архитектуры Бетесда схожа с другими станциями подземного участка Красной линии Вудли-парк—Медикал-Сентер, который включает 7 станций. Станция обслуживается Washington Metropolitan Area Transit Authority. Расположена в статистически обособленной местности Бетесда на пересечении Висконсин-авеню с Олд-Джорджтаун-роад и Ист-Уэст-хайвэй, округ Монтгомери штата Мэриленд.
Пассажиропоток — 3.843 млн. (на 2006 год).
Поблизости к станции расположены штаб-квартира Комиссии по безопасности потребительских товаров США.
Станция была открыта 25 августа 1984 года.
Название станции происходит от одноименного названия территории, где она расположена.
Открытие станции было совмещено с открытием ж/д линии длиной 10,9 км и ещё 4 станций: Тенлитаун — Эй-Ю, Френдшип-Хайтс, Медикал-Сентер и Гросвенор. В 2020 году запланировано открытие Фиолетовой линии, открытие которой соединит 4 станции трёх линий Вашингтонского метрополитена: Бетесда и Сильвер-Спринг (Красная линия), Колледж-парк — Мэрилендский университет (Зелёная линия), Нью-Корроллтон (Оранжевая линия).